# Hypolepis viscosa
Hypolepis viscosa là một loài thực vật có mạch trong họ Dennstaedtiaceae. Loài này được Mett. miêu tả khoa học đầu tiên năm 1864.